# Szubra Balula
Szubra Balula (arab. شبرا بلولة) – miejscowość w Egipcie, w muhafazie Al-Minufijja. W 2006 roku liczyła 7247 mieszkańców.